# Cauna
Cauna é uma comuna francesa na região administrativa da Nova Aquitânia, no departamento Landes. Estende-se por uma área de 13,41 km². Em 2010 a comuna tinha 452 habitantes (densidade: 33,7 hab./km²).